# Xenomys nelsoni
Xenomys nelsoni — это единственный вид монотипического рода хомячков Xenomys из подсемейства неотомовых хомяков (Neotominae) семейства Cricetidae, который встречается только в небольшом регионе западной Мексики. 
Видовое латинское название дано в честь коллекционера, собравшего типовой экземпляр. 

## Описание
Xenomys nelsoni — относительно крупный представитель своего семейства, размером от 30 до 34 см в длину, включая хвост от 14 до 17 см. Взрослые особи весят в среднем 113 г. Общий цвет тела от коричного до желтовато-коричневого, более бледный на голове и переходящий в кремово-белый на нижней части тела. Этот вид можно отличить от других местных неотомовых хомяков по наличию белых пятен над глазами и за ушами; щеки также отмечены белым мехом. Хвост чешуйчатый и слегка опушён, темно-коричневого цвета.

## Распространение и среда обитания
Этот вид является эндемиком Колимы и юго-западного Халиско, вдоль тихоокеанского побережья Мексики. По оценкам, он обитает на площади не более 4600 км2. В этом регионе он встречается в густых тропических лесах  на высоте до 450 м. Признанных подвидов нет.

## Биология и поведение
Вид ведет древесный и ночной образ жизни.  Xenomys nelsoni используют ветви и лианы в густых кронах, чтобы перемещаться от дерева к дереву, и в основном остаются на высоте от 1 до 4 м (от 3 футов 3 дюйма до 13 футов 1 дюйма) над землей. Днём они спят в сферических гнездах, построенных в дуплах деревьев. Гнезда они выстилают травой и волокнами плодов капока. Они также используют специальные туалеты либо в дуплах деревьев, либо на развилках ветвей. Они размножаются с конца мая по ноябрь и рожают одного или двух детенышей за раз. 
Вымирающий вид, которому угрожает разрушение и фрагментация мест обитания из-за лесозаготовок и освоения ландшафтов. Он известен только из трёх мест и, как полагают, имеет очень низкую и сокращающуюся численность популяций.